# Kniaziowa Grań

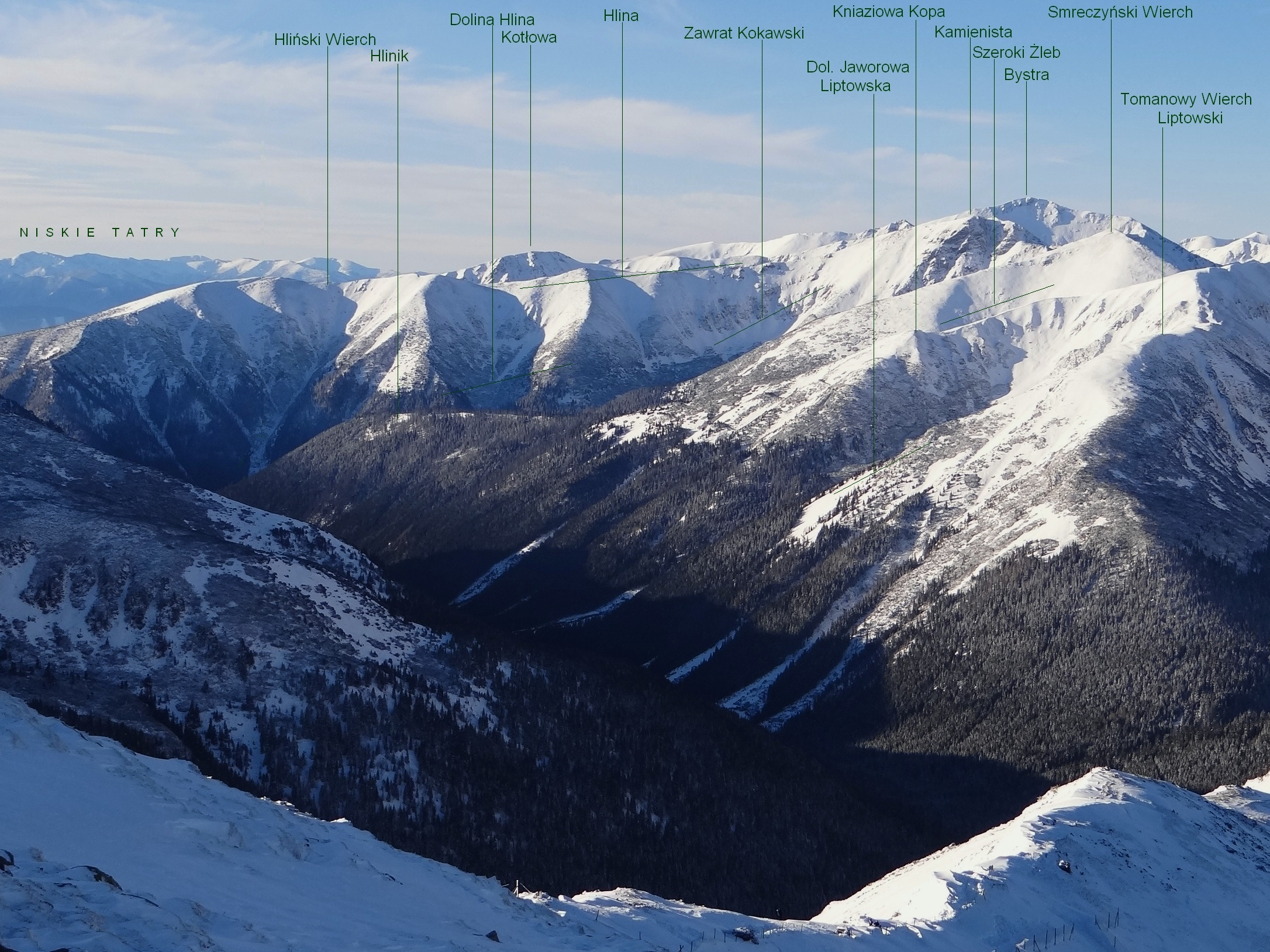
Widok z Kasprowego Wierchu

Kniaziowa Grań lub Kniaziowa (słow. Hlinský hrebeň) – południowa grań Kniaziowej Kopy  w słowackich Tatrach Zachodnich. Biegnie od wierzchołka Kniaziowej Kopy (1804 m) niemal dokładnie w południowym kierunku, równolegle do dna Doliny Cichej Liptowskiej. Kończy się kopulastym wzniesieniem Hlinik (1495 m). Jej wschodnie stoki opadają do Doliny Cichej, zachodnie do Kniaziowego Żlebu. Długość Kniaziowej Grani łącznie z grzbietem Hlinika wynosi około 2,8 km. Grań ma łagodne stoki porośnięte lasem i kosodrzewiną, jedynie najwyższe partie pod wierzchołkiem Kniaziowej są trawiaste.